# Acoustic Soul
Acoustic Soul – debiutancki album India.Arie wydany nakładem wytwórni Motown w 2001 roku. Był 7-krotnie nominowany do Grammy Awards w 2002 roku, w tym jako "Album of the Year" i "Best R&B Album".

## Lista utworów
1. "Intro" – 0:50
2. "Video" – 4:09
3. "Promises" – 4:37
4. "Brown Skin" – 4:56
5. "Strength, Courage & Wisdom" – 4:57
6. "Nature" – 4:24
7. "Back to the Middle" (featuring Blue Miller) – 5:11
8. "Ready for Love" – 4:28
9. "Interlude" – 1:24
10. "Always in My Head" – 4:40
11. "I See God in You" – 3:17
12. "Simple" – 3:26
13. "Part of My Life" – 4:03
14. "Beautiful" – 4:05
15. "Outro" – 1:20
16. "Wonderful (Stevie Wonder Dedication)" – 5:31

### Bonus tracks
Japanese edition
1. "Butterfly" – 4:07

British edition
1. "Strength, Courage & Wisdom" (Live) – 5:57
2. "Brown Skin" (Bedroom Rockers Remix) – 3:36

Special Edition Bonus Disc
1. "Video" (DJ Dodge Remix)
2. "Video" (Urban Wolves/Dream Team Remix) (featuring Super Cat)
3. "Brown Skin" (Bedroom Rockers Radio Remix)
4. "Brown Skin" (E-London Club Mix)
5. "Brown Skin" (Mind Trap Mix)
6. "Strength, Courage & Wisdom" (Remix)
7. "Strength, Courage & Wisdom" (Live From Paradiso)

## Single
1. Video 2001
2. Brown Skin 2001
3. Strength, Courage & Wisdom 2001
4. Ready for Love 2001

## Notowania albumu
| Lista (2001)                          | Szczytowa pozycja |
| ------------------------------------- | ----------------- |
| Australian ARIA Albums Chart          | 36                |
| Canadian Albums Chart                 | 21                |
| Dutch Albums Chart                    | 69                |
| German Albums Chart                   | 50                |
| New Zealand RIANZ Albums Chart        | 19                |
| Swedish Albums Chart                  | 43                |
| Swiss Albums Chart                    | 85                |
| UK Albums Chart                       | 55                |
| U.S. Billboard 200                    | 10                |
| U.S. Billboard Top R&B/Hip-Hop Albums | 3                 |
| U.S. Billboard Internet Albums        | 6                 |